# Bitva u Varšavy (1920)

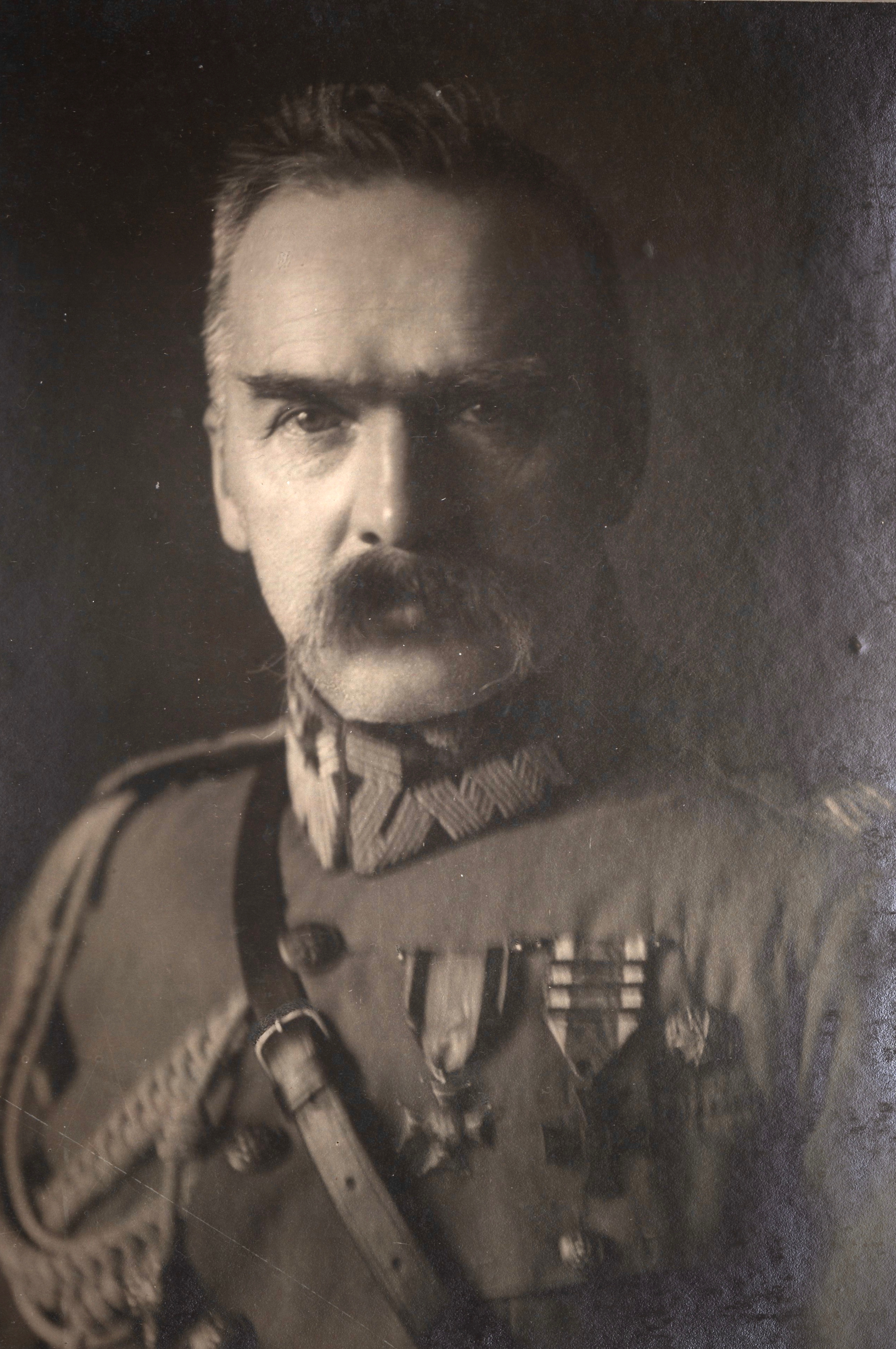
Polský velitel, generál Józef Piłsudski

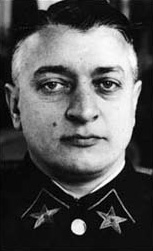
Sovětský velitel, generál Michail Tuchačevskij

Bitva u Varšavy (polsky Bitwa warszawska, Cud nad Wisłą; známá též jako Zázrak na Visle; 13. – 25. srpen 1920) představovala rozhodující střetnutí sovětsko-polské války. Polská vojska v ní rozdrtila západní uskupení Rudé armády útočící na Varšavu, a zničila tak sen ruských bolševiků o spojení se s německými, maďarskými a francouzskými komunisty a ovládnutí Evropy. Rudá armáda se z takto drtivé porážky už nevzpamatovala, po několika dalších porážkách (zejména zničující porážka na řece Němen) přistoupila na příměří. V roce 1921 sovětské Rusko uzavřelo s Polskem Rižský mír, v němž přijalo jeho územní požadavky týkající se západní Ukrajiny a západního Běloruska.

## Předcházející události
Konec první světové války zanechal střední a východní Evropu v mocenském vakuu. Bývalá impéria Rakousko-Uhersko a Rusko se rozpadla na mnoho nástupnických států, které z většiny neměly pevně dané hranice. Ve stejné situaci se nacházelo Polsko, které získalo nezávislost v listopadu 1918. Probíhající občanská válka v Rusku, revoluce v Německu a rozpad Rakouska-Uherska se staly pro Poláky příležitostí získat nazpět území, o které přišli během tzv. dělení Polska v letech 1772–1795 (z pohledu Ruska se jednalo především o rozsáhlá území dnešní Ukrajiny a Běloruska). Polský generál a pozdější významný státník Józef Piłsudski prosazoval spojení všech Slovany obydlených území ve federaci pod vedením Polska. Projekt vstoupil do dějin pod jménem Mezimoří.
Ruští bolševici na druhé straně viděli v nadcházejícím konfliktu s Polskem vytvoření pomyslného můstku, po kterém by se světová třídní revoluce šířila dále do Evropy. Velice lákavé se zdálo spojení s revolucí v Německu a komunistickým Maďarskem. Lenin také chtěl otestovat schopnosti nově utvořené Rudé armády ve větším konfliktu.

### Stručný popis konfliktu
Obě strany byly před samotným konfliktem zapleteny do probíhající polsko-ukrajinské války, kde měly své územní nároky. Poláci úspěšně vstoupili v roce 1919 na Ukrajinu a s pomocí místních nacionalistů vytlačili bolševiky na východ. Západní část si ponechali Poláci pod kontrolou (okolí města Lvov) a na východě byla vyhlášena nacionalisty Ukrajinská lidová republika s hlavním městem Kyjevem. Bolševici podnikli obrovský protiútok, který zcela anuloval předchozí polské zisky a Rudá armáda začala postupovat dále na západ. Cílem rudoarmějců se stala Varšava, která byla propagandou prezentovaná jako cesta dále do Berlína a Paříže.
Situace Poláků byla na začátku června 1920 více než kritická. Rudá armáda pod vedením generála Buďonného prolomila polské pozice, a tím zapříčinila kolaps celé polské fronty. Tuchačevskij se k Buďonného armádě připojil a zahájil masivní útok v Bělorusku v červenci 1920. Dne 19. července padlo město Grodno, 22. července Brest a 28. července Białystok. V rovinatém Polsku tak již nic nestálo v cestě přímému útoku rudoarmějců na Varšavu.

## Plány před bitvou

### Polské plány
Na začátku srpna 1920 začali Poláci ústup svých vojsk více organizovat. Posunem fronty na západ se také výrazně zmenšila zásobovací vzdálenost pro jednotlivé jednotky. Generál Piłsudski chtěl zastavit sovětská vojska již na řece Bug, ale bolševici postupovali mnohem rychleji, než Poláci předpokládali.
V noci z 5. na 6. srpna 1920 vznikl ve Varšavě plán obrany města. V první fázi měly být staženy jednotky podél Visly a převeleny k obraně předmostí před Varšavou. Čtvrtina bojeschopných divizí se měla koncentrovat jižně pro případný protiútok. Armáda generála Hallera o deseti divizích měla hrát pasivní roli a čelit před Varšavou hlavnímu útoku sovětské armády. Dostala příkaz držet pozice za každou cenu. Ve stejnou dobu se měla armáda generála Sikorského o pěti divizích koncentrovat v oblasti na sever od Varšavy okolo Modlinské pevnosti, kde se naskýtala možnost sovětská vojska rychle obklíčit a prolomit nepřátelskou frontu. Dalších pět divizí bylo určeno pro samotnou obranu severních oblastí, generál Latinik a jeho armáda měli bránit samotnou Varšavu a vojsko generála Roji mělo držet linii mezi městy Góra Kalwaria–Dęblin.
Nejstěžejnější část plánu ležela na tzv. úderné skupině (pol. grupa uderzeniowa), dvacetitisícové armádě pod přímým velením Piłsudského. Vojsko obsahovalo nejelitnější jednotky z jižní fronty a bylo posíleno armádou generála Skierského. Grupa Uderzeniowa měla zaútočit na místo styku jihozápadní a západní sovětské armády, kde bylo podle polských tajných služeb nejslabší místo sovětské fronty. Cílem bylo uvrhnout Tuchačevského západní armádu do chaosu a s pomocí výpadu Sikorského armády ze severu obklíčit sovětské vojsko při hranicích Východního Pruska.

### Bolševické plány
Generál Tuchačevskij plánoval obklíčit Varšavu překročením Visly poblíž Włocławku a zahájit hlavní útok ze severozápadu. S dvaceti čtyřmi divizemi hodlal uskutečnit úspěšný plán maršála Ivana Paskeviče, který v roce 1831 překročil Vislu u Toruně a prakticky bez odporu vstoupil do Varšavy. Ukončil tak Listopadové povstání Poláků proti ruské nadvládě. Tuchačevskij si od plánu sliboval, že odřízne polskou armádu od přístavu Gdaňsk, který by mohl být eventuálně použit pro přísun dalších zásob a posil. Slabým místem plánu, jak polská tajná služba zjistila, byla chabě bráněná oblast styku mezi jihozápadní a západní armádou.

## Bitva

### První fáze

Pozice přes samotnou bitvou

Rudá armáda zahájila bitvu o Varšavu překročením řeky Wkra a útokem na zmíněné městečko Włocławek. Sovětská 15. a 3. armáda dosáhla Modlinské pevnosti a 16. armáda se vydala přímo na Varšavu. Samotný útok na Varšavu začal 12. srpna 1920. Byl veden přes město Radzymin, které je položeno 23 kilometrů od Varšavy. Město padlo do sovětských rukou následujícího dne, a tak musel Piłsudski urychlit svůj plán protiútoku o 24 hodin.
Po těžkých bojích změnilo město Radzymin několikrát svého majitele. Mnoho zahraničních diplomatů v té době opustilo polské hlavní město (z těch nejvyšších zůstali pouze britský velvyslanec a apoštolský nuncius arcibiskup Ratti). Dne 14. srpna byl Radzymin definitivně dobyt Rudou armádou a linie armády generála Sikorského na severu prolomena. Sikorského vojsko muselo bojovat dohromady s třemi sovětskými armádami (3., 4. a 15. armádou). Oblast kolem Modlinské pevnosti musela být posílena zálohami, které tvořili polští legionáři z východní fronty.
Situace byla z polského pohledu zachráněna až o půlnoci, kdy se podařilo prolomit rudoarmějskou linii a zaútočit na sovětské velitelství. Výsledkem bylo zničení radiostanice. Do konce bojů tak zůstalo sovětské 4. armádě pouze jedno rádio, které bylo napíchnuté polskou tajnou službou. Na zjištěných radiovlnách zbývajícího radia pak Poláci recitovali v polštině a latině úryvky z Bible (část Genesis). Znemožnili tak komunikaci mezi 4. armádou a generálem Tuchačevským. Následkem bylo, že 4. armáda dále pochodovala na Toruń, i když se měla stočit na jih k Varšavě. Mezitím armáda generála Latinika odolávala přímému útoku 6 divizí Rudé armády přímo na Varšavu.
Piłsudski v té době dokončil plán protiútoku a rozhodl se vést tuto vojenskou operaci osobně. Rezignoval na všechny veřejné funkce ve státě, aby ho jeho případná smrt neparalyzovala, a soustředil se pouze na vojenské záležitosti.

### Druhá fáze

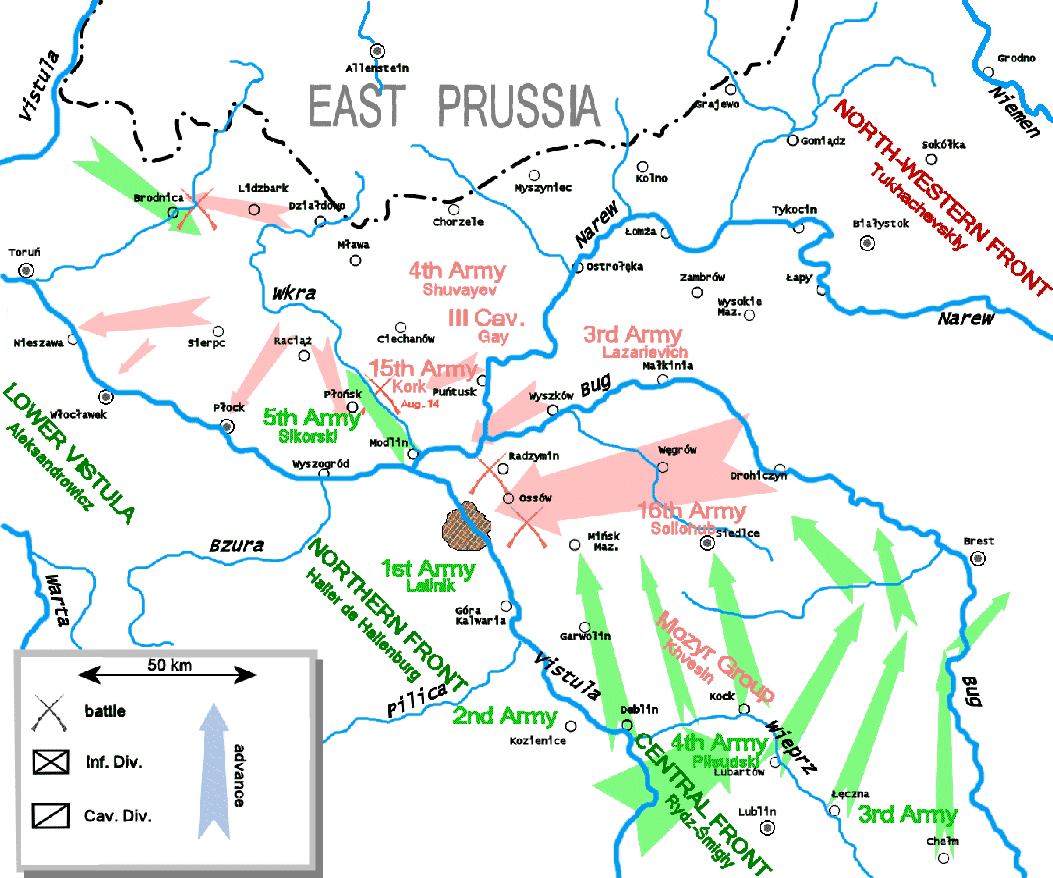
Polský protiútok

Rudá armáda dosáhla v bojích vesničky Izabelin, která leží 13 kilometrů od Varšavy. Bylo to nejblíže hlavnímu městu, co se rudoarmějci dostali za celou bitvu. Tuchačevskij, který byl přesvědčený, že vše jde podle plánu, byl nevědomky chycen do polské pasti. Prostor mezi Tuchačevského západní armádou a Buďonného jihozápadní armádou se stal, jak se předpokládalo, velice slabě chráněný. Navíc Buďonnyj neuposlechl rozkaz a nepochodoval se svojí armádou od jihu na Varšavu Tuchačevskému pomoci. Důvodem byly osobní spory mezi jednotlivými sovětskými generály. Korunu politikaření v Rudé armádě nasadil samotný Josif Stalin, který v té době byl politickým komisařem v jihozápadní armádě. Stalin, který šel pouze po osobním prospěchu, chtěl dobýt Lvov. Tak nakonec nejen, že Buďonného armáda nepřišla Tuchačevskému na pomoc, ale dokonce nevázala na sebe ani žádné polské síly a odpochodovala na jih. Samotné bitvy se tak vůbec neúčastnila.
Polský protiútok začal překročením řeky Wkra 14. srpna, kde polské jednotky musely čelit odporu 3. a 15. armády. Boj o město Nasielsk trval do 15. srpna a zanechal město kompletně v troskách, cíle však bylo dosaženo. Sovětský postup na Varšavu a Modlinskou pevnost byl zastaven a dokonce se toho dne podařilo vytlačit rudoarmějce z Radzyminu. Tyto události měly velice pozitivní vliv na polskou morálku. Rudá armáda byla smetena od Varšavy a polská armáda začala rudoarmějce zatlačovat čím dál více na sever.

### Třetí fáze

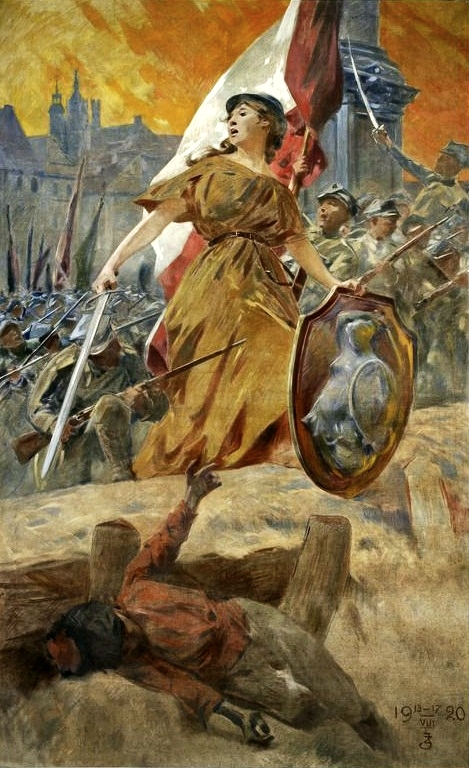
Alegorie vítězství v roce 1920 od Zdzisława Jasińského

Dne 16. srpna zaútočila elitní jednotka Grupa Uderzeniowa pod vedením Piłsudského na jižní část Tuchačevského armády. Pouze jedna útočící polská divize z pěti hlásila odpor Rudé armády při postupu. Ostatní čtyři divize postoupily na sever o 45 kilometrů bez jakéhokoliv odporu. Večer téhož dne dorazili Poláci do města Włodawa, a přerušili tak zásobovací trasu sovětské 16. armády. Nakonec dokázala Piłsudského armáda postoupit o 70 kilometrů během 36 hodin. Dne 18. srpna si Tuchačevskij ve svém velitelství v Minsku (500 km od Varšavy) uvědomil hrozící porážku a vydal rozkaz k ústupu a přeskupení. Generál chtěl ustálit frontu, doplnit zásoby, opět převzít iniciativu a zatlačit Poláky zpátky. Avšak jeho rozkaz k některým jednotkám dorazil pozdě nebo vůbec ne. Rudoarmějci upadli do chaosu. Některé jednotky stále útočily na Varšavu a některé se dávaly na rychlý ústup. Pouze 15. armáda zůstala organizovaná a pokoušela se klást postupující polské armádě odpor. Poláci mezitím zahájili masivní ofenzívu a postoupili v 6 dnech z Lubartówa do Białystoku (262 km). Tuchačevskij neměl na výběr a rozkázal kompletní stažení Rudé armády zpátky k řece Bug. Během 21. srpna přestal organizovaný odpor sovětů existovat a 31. srpna se sovětská fronta kompletně zhroutila.

## Následky bitvy
Ačkoliv Poláci dokázali zatlačit rudoarmějce zpátky na východ, úplný úspěch Piłsudského plán slavit nemohl. Sovětská 3., 15. a 16. armády se sice kompletně rozpadly a její pozůstatky přešly na německé území Východního Pruska, kde byly krátce internovány. Následně jim však byl povolen návrat do Ruska s veškerou výzbrojí. Pouze 4. armáda se dokázala rychlým ústupem zachránit.
Buďonného jihozápadní armáda po kolapsu Tuchačevského armády neměla sílu čelit polské přesile u Lvova a byla poražena v bitvě u Komarowa na konci srpna 1920. V půlce října 1920 stály polské jednotky na linii Tarnopol–Dubno–Minsk–Drisa. Tuchačevskij dokázal přeskupit svá vojska, ale utržil další drtivou porážku v bitvě na Němenu. Po nátlaku Francie a Velké Británie pak obě strany podepsaly příměří a v září 1920 usedly v lotyšské Rize k jednacímu stolu. Dne 18. března 1921 byl podepsán tzv. rižský mír, který stanovil hranice mezi Polskem a Ruskem na dalších 20 let.

## Osudy hlavních postav bitvy
Generál Józef Piłsudski se po podepsání míru zcela stáhl z politického života. Nicméně vzrůstající chaos a výbuchy násilí v Polsku jej nakonec přiměly k tomu, že v roce 1926 vyvolal státní převrat, kterým nastolil režim zvaný sanace a stal se až do své smrti (1935) faktickým vládcem (vůdcem) Polska.
Generál Michail Tuchačevskij se po válce angažoval v modernizaci Rudé armády. Stal se velkým propagátorem a teoretikem v oblasti tankové války. V lednu 1936 postupně navštívil Británii, Francii a Německo, kde podle obžaloby začal plánovat státní převrat proti Stalinovi. Po tajném vyšetřování byl společně s dalšími sedmi veliteli Rudé armády odsouzen k smrti a popraven v červnu 1937. Stal se tak jednou z nejznámějších obětí Moskevských procesů. Čistky výrazně oslabily Rudou armádu na začátku 2. světové války.